# Populisme
Populisme er afledt af det latinske ord populus som betyder "folk". Begrebet bruges om politiske enkeltpersoner og bevægelser, der fremhæver sig selv som talsmænd for det jævne folk, som regel i modsætning til en elite, herunder en politisk, økonomisk eller kulturel elite. Det er derfor også kendetegnende for mange populistiske partier, at de er opstået som protestpartier. Populisme karakteriseres først og fremmest som en særlig måde at optræde på politisk og er i dén forstand ikke nogen egentlig ideologi i sig selv. Indimellem betegnes populisme dog som en "tynd" ideologi, som frit kan kombineres med andre mere traditionelle ideologier. Populisme kan dermed placere sig hvor som helst i det politiske spektrum. Såvel højre- som venstrepopulistiske strømninger har haft medvind i forskellige lande i de seneste år, og der er også eksempler på populistiske centrumspartier.
Repræsentanter for og tilhængere af populismen kaldes populister. I dag bruges ordet "populisme" oftest nedsættende, men enkelte partier, der opfattes som populistiske, har taget begrebet til sig og anvender det selv i en positiv betydning.

## Definition
Der findes ikke nogen præcis og entydig definition af begrebet populisme. Selvom om de fleste forskere er nogenlunde enige om begrebets mening, er der også i den akademiske verden forskellige udgangspunkter og forståelser af hvordan populisme skal defineres.
En central forsker i populisme er tyskeren Jan-Werner Müller, der er professor ved Princeton University. Müller mener, at populisme ikke er nogen egentlig ideologi med faste holdninger, men derimod en bestemt måde at agere på. Han definerer i den forbindelse populisme som
| Citat | Populism, I suggest, is a particular moralistic imagination of politics, a way of perceiving the political world which places in opposition a morally pure and fully unified people against small minorities, elites in particular, who are placed outside the authentic people. | Citat |
|       | |       |

Ifølge Müller er det væsentlige i populismen "ideen om at være den eneste legitime repræsentant for et forestillet ægte og homogent folk". Populister er derfor ikke blot anti-elitære, men også antipluralister, dvs. de ser ikke en mulighed for en legitim opposition til det reelle folks holdninger. Såfremt de ikke får støtte ved valg, er det ikke, fordi populisten ikke repræsenterer majoriteten af befolkningen, "but because the majority has not yet dared to speak". Müller mener, at sådan en holdning underminerer tanken om de mange interessemodsætninger, der naturligt findes i en befolkning, som eksempelvis generationer, køn, religion og samfundsklasser. Samtidig udelukker forestillingen om en homogen befolkning de borgere, som dermed bliver ekskluderet, eksempelvis som følge af deres etnicitet eller politiske eller religiøse overbevisning.
Müller mener, at følgende karakteristika er typisk for populistiske politikeres væremåde:
- hævder at tale på vegne af hele folket
- hævder at have ret til at udpege, hvem folket er
- mener, at der eksisterer en elite, der modarbejder populisten, evt. med hjælp fra fjender fra ind- eller udland
- taler en akut krisetilstand op - som deres enkle løsninger kan løse
- producerer ofte konspirationsteorier
- anklager uafhængige medier for at være korrupte
- betvivler, at folk, der ikke bakker op om populisten, er en del af folket
- tillader sjældent intern debat i partiet vendt mod lederens partilinje
- bruger ofte retorik fra krigens verden
- anerkender ikke deres politiske modstandere

Andre kalder populismen for en "tynd" ideologi, der ikke i sig selv indebærer særlig præcise holdninger i specifikke politiske spørgsmål og derfor frit kan kombineres med andre, "tykkere" traditionelle ideologier som f.eks. socialisme, agrarianisme eller nationalisme.
Idehistorikeren Mikkel Thorup definerer populismen som "mobilisering af folkelig politisk identitet i opposition til den herskende magt". Ifølge ham er demokratiske systemer typisk splittet imellem deres folkelige og deres institutionelle side. På den ene side får de legitimitet og energi fra deres folkelige pol og på den anden side stabilitet og effektivitet fra parlamentarismens institutionalisering af demokratiet, hvor den folkelige deltagelse kan blive begrænset til at stemme ved valgene og ellers passivt betragt det politiske spil gennem massemedierne. I modsætning hertil appellerer populismen til folkets direkte inddragelse i politik. Populister fremhæver derfor ofte folkeafstemninger og altid folkestemningen (f.eks. "retsfølelsen") som den øverste demokratiske instans. Populister tegner dermed ifølge Thorup et billede af det politiske system som basalt set mislykket: Medierne, partierne og organisationerne udgør ud fra dette synspunkt et lukket, selvsupplerende og kartellignende system, der ligger meget langt fra det demokratiske ideal. Det politiske system fremstilles altså som udemokratisk og som svært skelneligt fra et diktatur.

## Begrebets oprindelse og anvendelse
Populisme er afledt af det latinske ord populus, der betyder "folk". Populisme betyder dermed egentlig "folkelighed", og populist "en folkelig person".
I moderne tid stammer begrebets anvendelse fra USA, hvor betegnelsen først blev anvendt af The Populist Party (også kaldet The People's Party) som blev dannet i 1891. Det erklærede formål med partiet var at tale det menige folks sag i modsætning til den intellektuelle og velhavende elite. Partiet fik imidlertid aldrig nogen væsentlig betydning i amerikansk politik og blev nedlagt igen i 1908. Allerede i 1896 havde en stor del af partiet fusioneret med det demokratiske parti.
Indtil for få år siden blev ordet fortrinsvis anvendt af politologer og sociologer som et fagbegreb i deres analyser. Bogen "Populism, its Meaning and National Characteristics" fra 1969 af sociologerne Ernest Gellner og Ghita Ionescu har været skelsættende i denne sammenhæng. Især siden omkring 2015 er ordet også blevet et vigtigt begreb i den offentlige debat og i kampen om den politiske magt.
Hyppigst anvendes ordet nedsættende af kritikere af de bevægelser, der betegnes som populistiske. Da den franske formand for partiet Front National, Marine Le Pen, begyndte at rose sig af, at hun var populist, var det derfor en undtagelse. Siden har flere andre partier som De Sande Finner i Finland og Alternative für Deutschland i Tyskland taget ordet til sig og bruger det i en positiv betydning, men selv i dag gælder det ifølge den danske demokratiforsker Mogens Herman Hansen, at de fleste populister ikke ønsker at anvende betegnelsen om sig selv.
- Som defineret i Nolan Chart er populisme (og totalitarisme) placeret nederst til venstre.[forklar yderligere][kilde mangler]

## Eksempler på nyere populistiske bevægelser
Der findes mange forskellige former for populisme. I sig selv er populisme hverken højre- eller venstreorienteret, men mange populister kombinerer deres populisme med en anden ideologi, som kan være højreorienteret (betegnet højrepopulisme) eller venstreorienteret (betegnet venstrepopulisme). Ligeledes findes der eksempler på populistiske centrums- og bondepartier. Overordnet vil venstrepopulister, ifølge den hollandske politolog og populismeforsker Cas Mudde, forene deres populisme med en fortolkning af socialistiske eller lighedsorienterede tanker, og højrepopulister kombinerer den med en form for nationalisme. Venstrepopulister kan eksempelvis udnævne virksomhedsejere eller finanssektoren som folkets modstander. For højrepopulister kan modstanderen være personer, der ikke lever op til deres krav om homogenitet, eller personer de er politisk uenige med, eksempelvis i spørgsmål om nationens fremtid. Ifølge Mogens Herman Hansen er kløften mellem rig og fattig typisk en mærkesag for venstrepopulister, mens højrepopulister typisk er optaget af det nationale som modstand mod indvandring og mod overnationale institutioner som EU. For bevægelser som den italienske Femstjernebevægelse og det spanske Podemos har bekæmpelse af korruption hos eliten været en tredje mærkesag.
Idehistorikeren Mikkel Thorup har nævnt venstreradikal populisme, postideologisk populisme, markedspopulisme og nationalpopulisme som fire distinkte eksempler på moderne populistiske strømninger.
Ifølge Jan-Werner Müller er den tyrkiske præsident Recep Tayyip Erdoğan og den amerikanske præsident Donald Trump typiske eksempler på populister ved magten.

### Højrepopulisme
I Europa har det især været højrepopulistiske strømninger, der har vundet frem i de seneste år. De bygger typisk på en nationalistisk udgave af populismen, hvor hovedforskellen går mellem folket på den ene side og udlændinge på den anden side. Ifølge Mogens Herman Hansen er partier som Front National i Frankrig, Fremskrittspartiet i Norge, Lov og Retfærdighed i Polen, UK Independence Party (Ukip) i Storbritannien, Sverigedemokraterna i Sverige, Alternative für Deutschland i Tyskland, Fidesz i Ungarn og Det Østrigske Frihedsparti moderne højrepopulistiske europæiske partier.

### Venstrepopulisme
Venstrepopulismen kendes i nyere tid især fra Latinamerika, f.eks. personificeret ved præsidenterne Hugo Chávez i Venezuela og Evo Morales i Bolivia, men også i Europa findes partier som det spanske parti Podemos, der betegnes som venstrepopulistisk. Cas Mudde klassificerer bl.a. det tyske parti Die Linke og det græske parti SYRIZA (en forkortelse for "Koalitionen af Det Radikale Venstre") som populistiske, mens SYRIZA ifølge Mogens Herman Hansen ikke er et egentligt populistisk parti. Til gengæld er den italienske Femstjernebevægelse efter Hansens mening et klart eksempel på et venstrepopulistisk parti. De to politiske filosoffer argentineren Ernesto Laclau og belgieren Chantal Mouffe har i en række skrifter talt for at udvikle en særlig venstrepopulistisk strategi.

### Populisme på midten
Populisme begrænser sig ikke til venstre- og højresiden i det politiske spektrum; også partier og personer, der normalt identificeres med den politiske midte, er blevet kategoriseret som populistiske. Det gælder blandt andet det spanske parti Ciudadanos. Den hollandske politolog Cas Mudde betegner dog Ciudadanos som et ikke-populistisk, men "anti-establishment"-parti. Det nye franske parti og politiske bevægelse La République en marche! (LREM) - samt især grundlæggeren, partiets tidligere formand og nu fransk præsident Emmanuel Macron - er også beskrevet som populistisk af flere. Politologen Fabio Bordignon betegner Macron som en "anti-populistisk populist". Det italienske parti Femstjernebevægelsen (M5S) karakteriseres af bl.a. Mogens Herman Hansen som et venstrepopulistisk parti, men opfatter sig selv som en bevægelse, der ikke kan passes ind i det traditionelle højre-venstre-spektrum.

## Populistiske partier i nutidens Europa
Demokratiforskeren Mogens Herman Hansen opstillede i 2017 en liste over populistiske europæiske partier, hvortil han henregnede følgende 14 partier:
- Dansk Folkeparti, Danmark (stiftet 1995)
- De Sande Finner, Finland (stiftet 1995)
- Front National, Frankrig (stiftet 1972)
- Frihedspartiet, Holland (stiftet 2006)
- Femstjernebevægelsen, Italien (stiftet 2009)
- Fremskrittspartiet, Norge (stiftet 1973)
- Lov og Retfærdighed, Polen (stiftet 2001)
- Det Schweiziske Folkeparti, Schweiz (stiftet 1971)
- Podemos, Spanien (stiftet 2014)
- UK Independence Party (Ukip), Storbritannien (stiftet 1993)
- Sverigedemokraterna, Sverige (stiftet 1988)
- Alternative für Deutschland, Tyskland (stiftet 2013)
- Fidesz, Ungarn (stiftet 1988)
- Det Østrigske Frihedsparti, Østrig (stiftet 1956)

Udover disse europæiske partier udpegede Mogens Herman Hansen også den amerikanske præsident Donald Trump og hans tilhængere i det republikanske parti som populister,  ligesom han karakteriserede den russiske præsident Putins støtteparti Forenet Rusland, den tyrkiske præsident Erdogan og flere latinamerikanske præsidenter som populister. Derimod var han uenig i, at partier som det græske Gyldent Daggry og det slovakiske Folkepartiet Vores Slovakiet kan karakteriseres som populistiske, idet et parti efter hans mening må være demokratisk for at kunne klassificeres som populistisk.

## Populisme i medier og kultur
Nogle mener, at de toneangivende mediers behandling af politiske emner er med til at fremme en populistisk stemning, fordi medierne ikke lever op til deres ansvar for at formidle viden om politiske emner på redelig vis. Forskning viser desuden, at nogle medier selv benytter sig af populistiske fremgangsmåder. Andre mener, at de populistiske strømme også har bredt sig til videnskab og kultur, som for eksempel politologen Stefan Hermann, der kaldte Svend Brinkmanns populærbøger for populistiske.